# Kiedrich
Kiedrich ist eine Weinbaugemeinde im südhessischen Rheingau-Taunus-Kreis.

## Geografie

### Lage
Kiedrich liegt im Rheingau am Südhang des Taunus, etwa zwei Kilometer nördlich der Stadt Eltville am Rhein und drei Kilometer vom Rheinufer entfernt. Kiedrich umfasst nur die gleichnamige Gemarkung (Gmk.-Nr. 60647).
Sie beginnt im Süden gleich hinter dem Kinderdorf Marienhöhe, das oberhalb von Erbach in den Weinbergen liegt und schließt die Klostermühle am Stadtrand von Eltville mit ein. Von hier aus erstreckt sich das Gemeindegebiet als Streifen von eineinhalb und zwei Kilometer Breite etwa 7 Kilometer weit nach Norden über den Taunushauptkamm bis zum Ortsrand von Hausen vor der Höhe. Hier oben liegen als höchste Erhebung Kiedrichs mit 548 Meter die Dreibornsköpfe. Der niedrigste Punkt an der Klostermühle hat etwa 105 Meter. Fast die ganze Gemarkung wird vom Kiedricher Bach und seinen Zuflüssen, dem Grünbach, dem Pfaffenborn und dem Sillgraben entwässert, die ein ausgeprägtes Talsystem in die Südabdachung des Taunus eingegraben haben. Eine der Quellen des Sillgrabens ist der Kahle Born.
Im Gemeindegebiet wurden sehr ergiebige Trinkwasserbrunnen erschlossen, sodass Kiedrich die einzige Rheingaukommune ist, die sich selbst mit Trinkwasser in jederzeit ausreichender Menge versorgen kann und sogar noch die Nachbarstadt Eltville beliefert.
Der Ortskern von Kiedrich liegt auf 165 Meter Höhe und die Ortslage hat sich westlich des Kiedricher Bachs auf dem nach Nordosten exponierten sonnenarmen Hang 1.500 Meter weit ausgebreitet. Die sonnenverwöhnten Süd- und Südwesthänge der Gemarkung sind bis in etwa 250 Meter Höhe überwiegend Weinbergsland. Nördlich davon schließt sich in den höheren Lagen der Kiedricher Gemeindewald an.
Außerhalb der Ortslage finden sich an Bauwerken eine Reihe von Mühlen am Kiedricher Bach, angefangen von der Waldmühle bis zur Klostermühle. Und weithin sichtbar erhebt sich nördlich von Kiedrich auf einem Bergsporn über dem Tal an der Grenze zwischen Wald und Reben der Bergfried der Ruine Scharfenstein. Kaum wahrnehmbar hingegen sind im Wald die Überreste vom Ringwall Dreibornskopf in der Nähe des Taunusübergangs nach Hausen vor der Höhe. Umso augenfälliger wiederum sind die 300 Meter hoch gelegenen nach dem Krieg entstandenen modernen Gebäude am Hahnwald nordwestlich von Kiedrich.

### Nachbargemeinden
Kiedrich ist fast vollständig vom Stadtgebiet von Eltville umschlossen. Nur im Norden gibt es eine kurze gemeinsame Grenze mit der Gemeinde Schlangenbad, und zwar mit dem Ortsteil Hausen vor der Höhe. Die Grenze mit Eltville wird im Westen vom Stadtteil Erbach eingenommen, während Kiedrich im Süden und Osten an die Gemarkung der Kernstadt grenzt.

## Geschichte

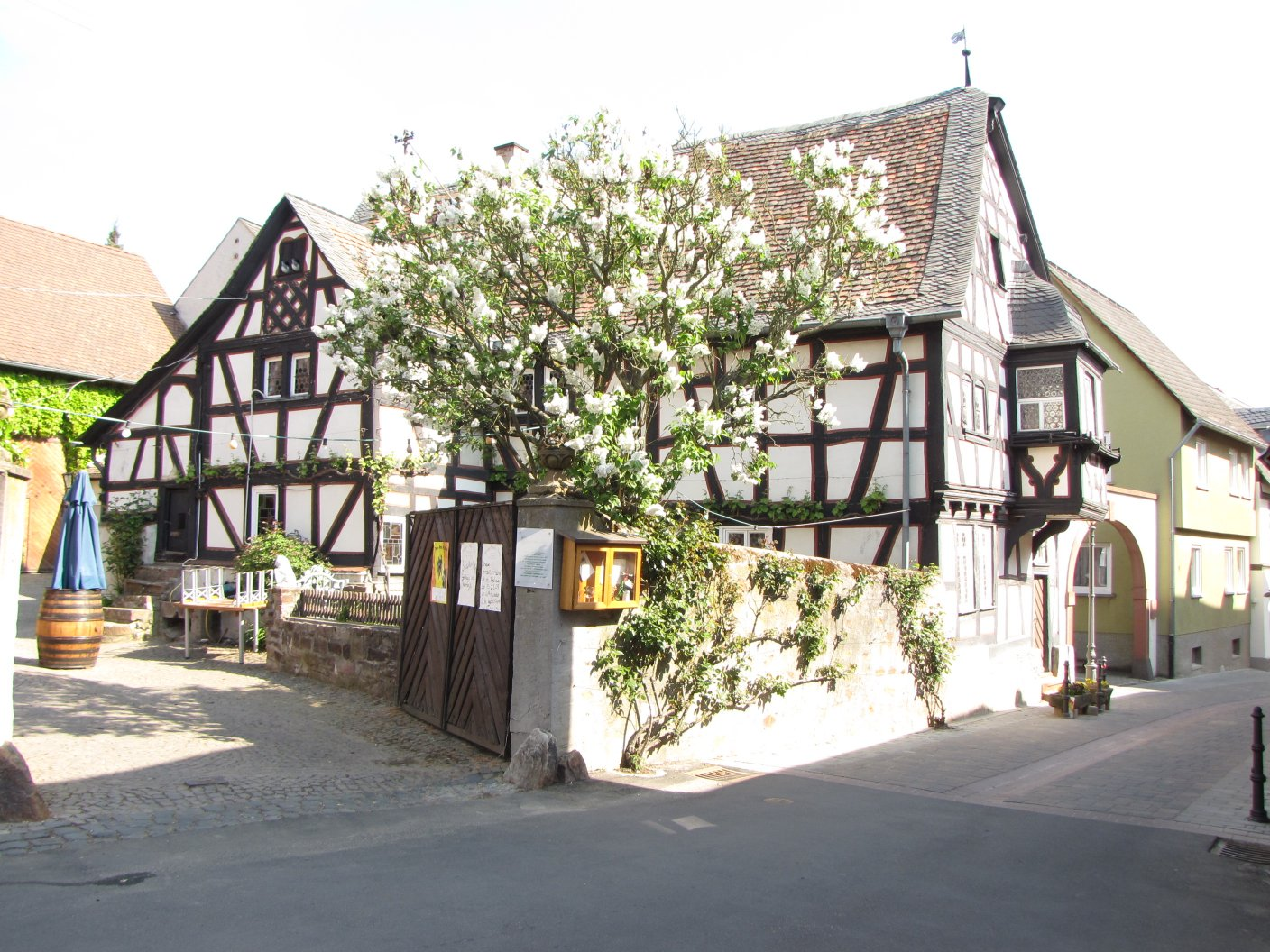
Fränkische Dorfschmiede

Von der frühen Besiedlung der Gegend um Kiedrich zeugt unter anderem der Ringwall Dreibornskopf.
Kiedrich wurde in einer Urkunde des Erzbistums Mainz erstmals erwähnt. Die Urkunde ist nicht datiert, sie stammt aber aus der Zeit des Erzbischofs Friedrich (937 bis 954). Um 1160 wurde mit dem Bau der Burg Scharfenstein begonnen. Bereits 1131 wurde der Weinbau in Kiedrich erstmals erwähnt. Die Burg Neuhaus wird unter den Besitzungen des Mainzer Domkapitels in einer Urkunde vom 25. Dezember 1274 als eine neu erbaute Burg in der Nähe der Burg Scharfenstein genannt. Ein gewisser Cedric von Leber war von 1455 bis 1470 Bürgermeister von Kiedrich.
Zur Zeit des Herzogtums Nassau gehörte Kiedrich zum Amt Eltville. Nach der Annexion des Herzogtums durch Preußen wurde der Ort 1867 dem Rheingaukreis im Regierungsbezirk Wiesbaden zugeordnet.
Auf Grund relativ vieler Gegenstimmen und Enthaltungen bei der Volksabstimmung über den „Anschluss“ Österreichs am 10. April 1938 (14,1 % in Kiedrich/Rheingauer Durchschnitt: 3,4 %), erwarb sich die Gemeinde während der NS-Diktatur den Ruf eines „Nein-Dorfs“.
Im Zuge der Gebietsreform in Hessen in den 1970er Jahren wurde Kiedrich trotz ursprünglich anderer Planungen als eine von wenigen Gemeinden nicht verändert und konnte seine Eigenständigkeit bewahren.

## Politik

### Gemeindevertretung
Die Kommunalwahl am 14. März 2021 lieferte folgendes Ergebnis, in Vergleich gesetzt zu früheren Kommunalwahlen:
| Sitzverteilung in der Gemeindevertretung 2021Insgesamt 19 Sitze - SPD: 9 - Grüne: 3 - FDP: 2 - CDU: 5 | Parteien und Wählergemeinschaften | Parteien und Wählergemeinschaften           | 2021   | 2021   | 2016   | 2016   | 2011   | 2011   | 2006   | 2006   | 2001   | 2001   |
| Sitzverteilung in der Gemeindevertretung 2021Insgesamt 19 Sitze - SPD: 9 - Grüne: 3 - FDP: 2 - CDU: 5 | Parteien und Wählergemeinschaften | Parteien und Wählergemeinschaften           | %      | Sitze  | %      | Sitze  | %      | Sitze  | %      | Sitze  | %      | Sitze  |
| Sitzverteilung in der Gemeindevertretung 2021Insgesamt 19 Sitze - SPD: 9 - Grüne: 3 - FDP: 2 - CDU: 5 | SPD                               | Sozialdemokratische Partei Deutschlands     | 47,1   | 9      | 61,9   | 12     | 67,9   | 16     | 60,5   | 14     | 57,5   | 13     |
| Sitzverteilung in der Gemeindevertretung 2021Insgesamt 19 Sitze - SPD: 9 - Grüne: 3 - FDP: 2 - CDU: 5 | CDU                               | Christlich Demokratische Union Deutschlands | 26,2   | 5      | 27,1   | 5      | 26,5   | 6      | 28,4   | 6      | 33,4   | 8      |
| Sitzverteilung in der Gemeindevertretung 2021Insgesamt 19 Sitze - SPD: 9 - Grüne: 3 - FDP: 2 - CDU: 5 | Grüne                             | Bündnis 90/Die Grünen                       | 17,2   | 3      | –      | –      | –      | –      | –      | –      | –      | –      |
| Sitzverteilung in der Gemeindevertretung 2021Insgesamt 19 Sitze - SPD: 9 - Grüne: 3 - FDP: 2 - CDU: 5 | FDP                               | Freie Demokratische Partei                  | 09,5   | 2      | 10,9   | 2      | 05,6   | 1      | 11,1   | 3      | 09,1   | 2      |
| Sitzverteilung in der Gemeindevertretung 2021Insgesamt 19 Sitze - SPD: 9 - Grüne: 3 - FDP: 2 - CDU: 5 | Gesamt                            | Gesamt                                      | 100 %  | 19     | 100 %  | 19     | 100 %  | 23     | 100 %  | 23     | 100 %  | 23     |
| Sitzverteilung in der Gemeindevertretung 2021Insgesamt 19 Sitze - SPD: 9 - Grüne: 3 - FDP: 2 - CDU: 5 | Wahlbeteiligung                   | Wahlbeteiligung                             | 62,7 % | 62,7 % | 55,8 % | 55,8 % | 53,7 % | 53,7 % | 49,5 % | 49,5 % | 65,9 % | 65,9 % |

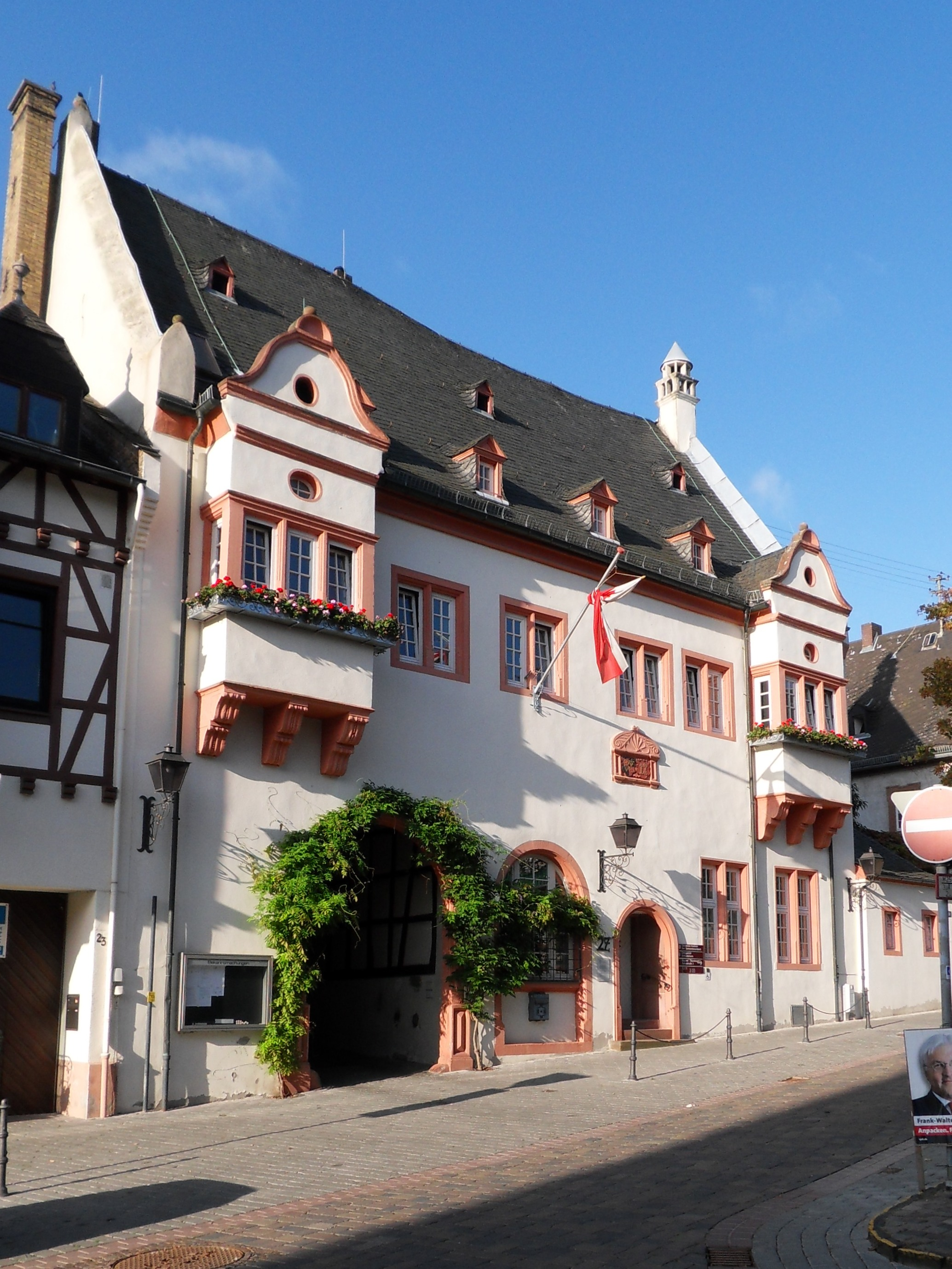
Das Renaissance-Rathaus am Marktplatz

Über die politische Arbeit in den drei in Kiedrich aktiven Parteien (SPD, CDU, FDP) hinaus, engagieren sich Kiedricher Bürger seit 2001 auch im Rahmen der lokalen Agenda 21.

### Parteien in Kiedrich
Die SPD ist in Kiedrich nachweislich seit 1918 aktiv. Während der Nazi-Diktatur war sie wie überall in Deutschland verboten. Im Herbst 1945 wurde der SPD-Ortsverein wieder gegründet und trat im Kiedricher Winzerhaus erstmals wieder an die Öffentlichkeit. Damals war auch der spätere Wiesbadener Oberbürgermeister Georg Buch anwesend. Seit den 1970er Jahren ist die SPD stärkste politische Kraft in der Gemeindevertretung (Kommunalparlament). Die SPD gibt regelmäßig das Infoblatt „Kiedricher Blättche“ heraus.

### Bürgermeister
Nach der hessischen Kommunalverfassung wird der Bürgermeister für eine sechsjährige Amtszeit gewählt, seit dem Jahr 1993 in einer Direktwahl, und ist Vorsitzender des Gemeindevorstands, dem in der Gemeinde Kiedrich neben dem Bürgermeister ehrenamtlich ein Erster Beigeordneter und fünf weitere Beigeordnete angehören. Bürgermeister ist seit dem 1. Januar 2006 Winfried Steinmacher (SPD), der bis dahin als Erster Beigeordneter dem Gemeindevorstand angehörte. Sein Amtsvorgänger Hans Tide (SPD) war in der dritten Amtszeit dauerhaft erkrankt und wurde wegen Dienstunfähigkeit vorzeitig in den Ruhestand versetzt. In dieser Zeit leitete Winfried Steinmacher als Erster Beigeordneter elf Monate lang bis Ende 2005 die Gemeindeverwaltung kommissarisch und die Wahl eines neuen Bürgermeisters musste vorgezogen werden, zu der er selbst auch kandidierte. Winfried Steinmacher wurde am 20. November 2005 im ersten Wahlgang bei 62,6 Prozent Wahlbeteiligung mit 77,7 Prozent der Stimmen gewählt. Es folgten drei Wiederwahlen, zuletzt ohne Gegenkandidaten im Oktober 2023 mit einem Stimmenanteil von 86,40 % bei einer Wahlbeteiligung von 68,98 %.
Amtszeiten der Bürgermeister
- 2006–2029 Winfried Steinmacher (SPD)[9]
- 1989–2005 Hans Tide (SPD)
- 1973–1989 Siegfried Siems (SPD) (1944–2025)[13]

### Wappen
| Wappen von Kiedrich | Blasonierung: „Im gespaltenen Schild vorn in Silber ein roter Turm, hinten in Rot ein kreuzverbundenes silbernes Doppelrad aufrecht.“                       |
| Wappen von Kiedrich | Wappenbegründung: Der Gemeinde Kiedrich im Rheingau-Taunus-Kreis ist am 29. Oktober 1979 vom Hessischen Minister des Innern dieses Wappen verliehen worden. |

### Partnergemeinde
Kiedrich unterhält seit 1981 partnerschaftliche Beziehungen zu Hautvillers in der Champagne in Frankreich.

## Kultur und Sehenswürdigkeiten

### Musik
- Die spätgotische Orgel in St. Valentinus (um 1500) mit ihren ca. 960 Pfeifen ist die älteste spielbare Kirchenorgel Deutschlands.
- Der Kiedricher Chor (Buben, Mädchen und Männer) pflegt urkundlich seit 1333 (also über 650 Jahre) den liturgischen lateinischen Choralgesang im Gottesdienst, in der nur hier erhaltenen Sonderform des sog. Mainzer Chorals im germanischen Dialekt, in Hufnagelnotation.
- Mit den Glocken – die älteste von 1389 – kann man somit in Kiedrich Zeugen der Gotik nicht nur sehen, sondern auch hören.

### Bauwerke
Aufgrund seiner gotischen Kirchen, die von der Frühgotik bis zur Spätgotik entstanden, wird Kiedrich auch „Schatzkästlein der Gotik“ genannt. Es sind dies die katholische Pfarrkirche St. Valentinus – vollendet 1493 – und die von Nikolaus Eseler dem Älteren erbaute benachbarte als Doppelkapelle ausgeführte gotische Michaelskapelle von 1444 mit Karner und großer doppelseitiger Leuchtermadonna von Peter Schro, einem Künstler der Backoffen-Schule (um 1520).

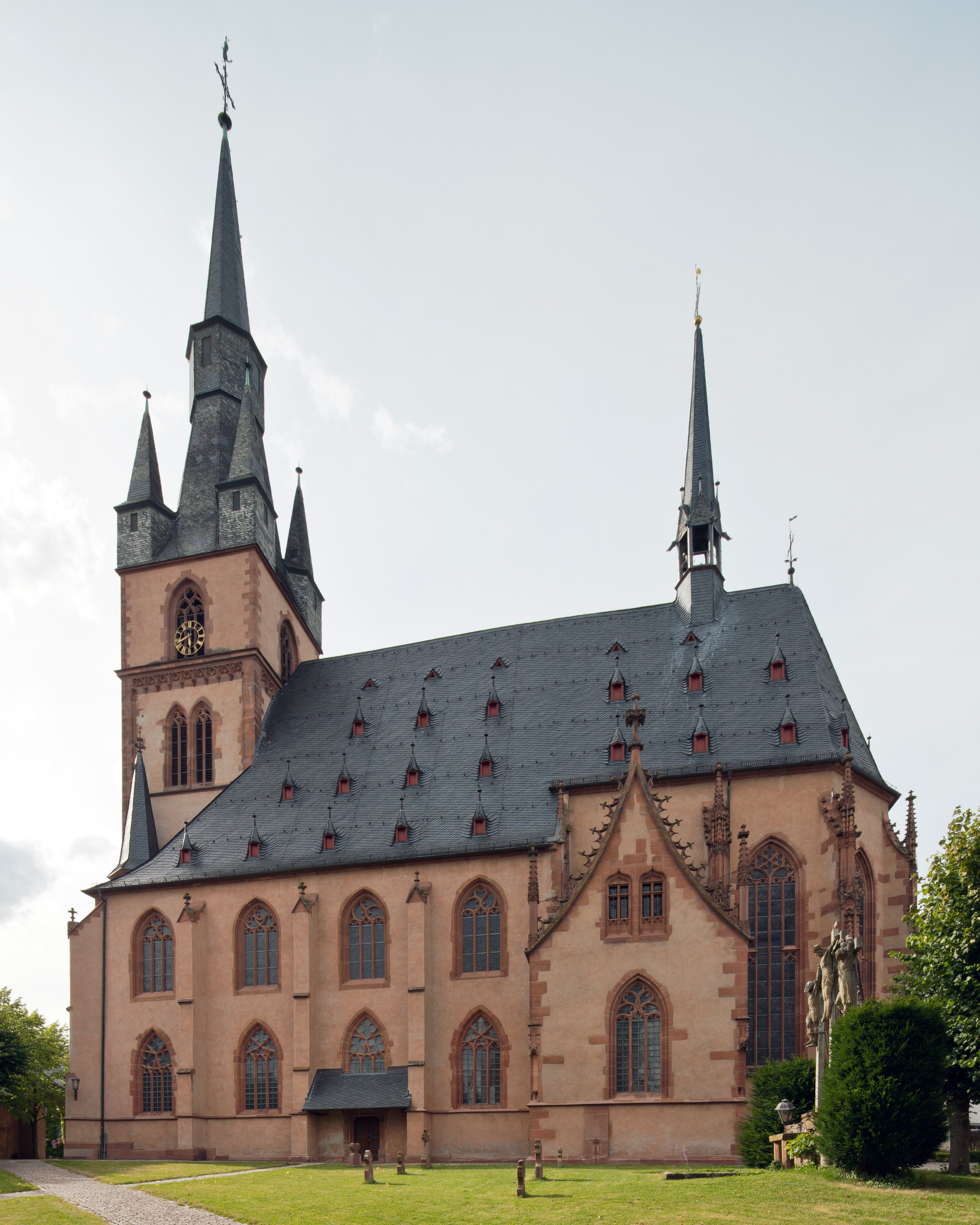
Katholische Pfarrkirche St. Valentinus
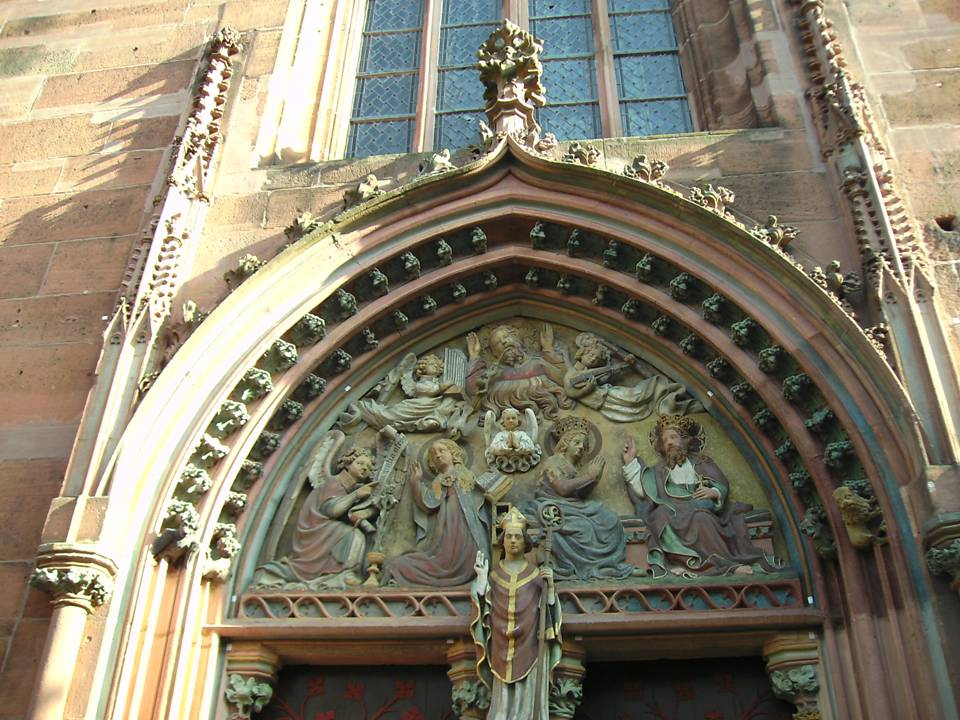
Hauptportal St. Valentinus
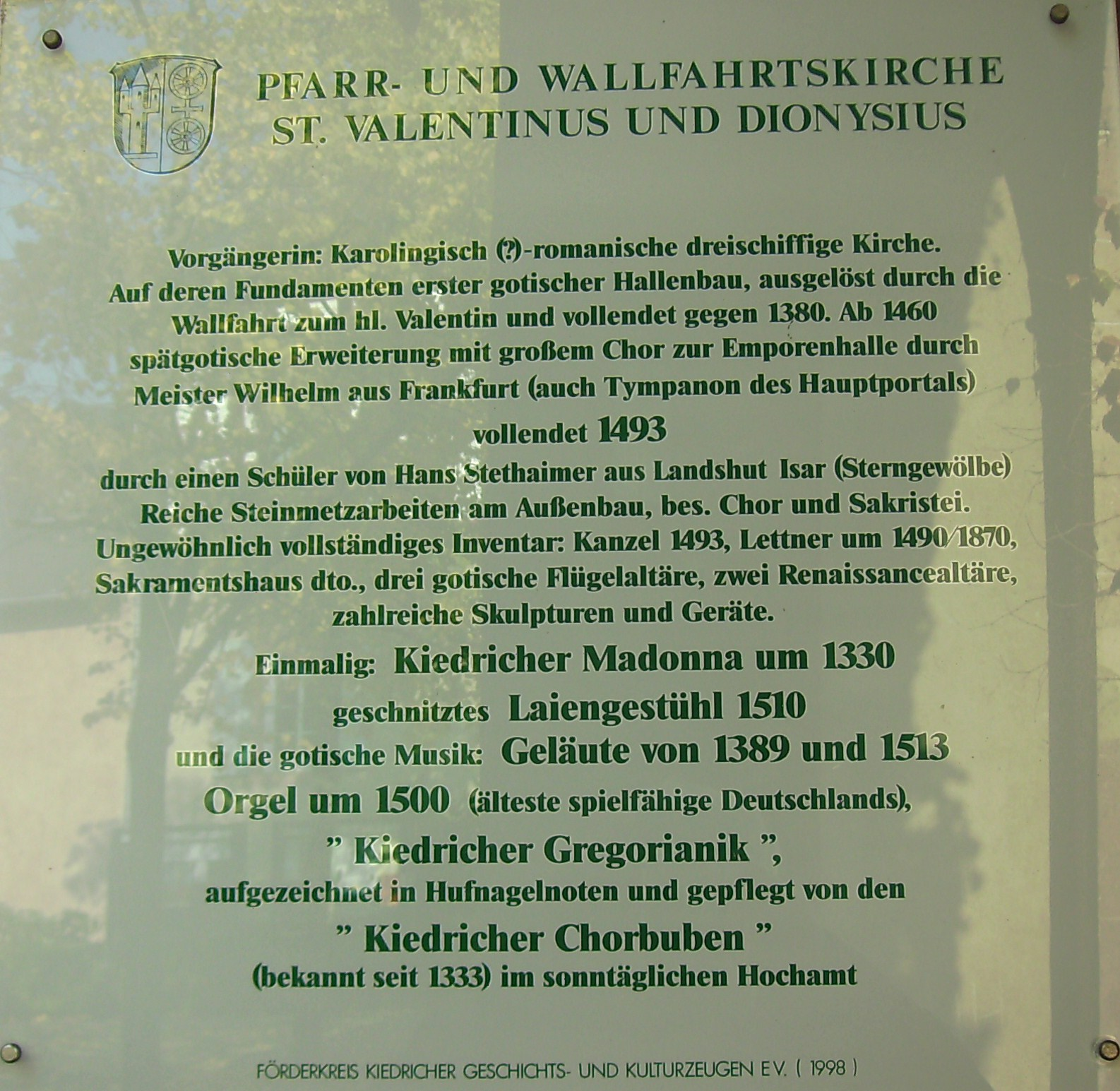
Legende zur Geschichte von St. Valentinus

Sehenswert sind außerdem:
- Das Renaissance-Rathaus von 1585
- An der Kirchhofsmauer der älteste Marktbrunnen im Rheingau von 1541 mit dem Kiedricher Wappen und dem Wappen des Mainzer Landesherren Kurfürst und Kardinal Albrecht von Brandenburg
- Burg Scharfenstein (von 1160 bis 1260 errichtet, seit dem 16. Jahrhundert verfallen), gehörte zur erzbischöflichen Mainzer Grenzbefestigung. Den vorhandenen Turm (Bergfried) führt die Gemeinde zusammen mit den Mainzer Rädern seit dem ältesten Gerichtssiegel von etwa 1420 in ihrem Gemeindesiegel.
- Wohnhaus des großen Wohltäters und Mäzens von Kiedrich, John Sutton, 3. Baronet (1820–1873), heute das bekannte Weingut Weil
- Virchow-Quelle, lithium- und arsenhaltige heilkräftige Kochsalzquelle (24°).
- Bassenheimer Hof: 1660 ließ der Mainzer Dompropst Adolph Hund von Saulheim diese befestigte, mit Wehrgang und Schießscharten über dem Tor versehene Anlage erbauen.
- Fürstenberger Hof, basierend auf einer Hofreite der Knebel von Katzenelnbogen aus dem 15. Jahrhundert; seit 1582 bis zum 19. Jahrhundert im Besitz der Grafen von Fürstenberg
- Eberbacher Hof, Curia des Klosters Eberbach, seit 1211 belegt
- Köther Hof, ehemals Wirtschaftshof des Klosters Gottesthal, später Philipp von Hohenstein und danach (1559) der Familie von Köth-Wanscheid
- Schloss Groenesteyn, eine klassizistische Dreiflügel-Anlage mit Kapelle und zwei vorgelagerten Clos, nach Plänen des kurfürstlichen Oberbaudirektors Anselm Franz von Ritter zu Groenesteyn (auch von Grünstein genannt)
- Metternich’scher Hof (1717), aus dem Besitz des Johann Philipp Graf Cratz zu Scharfenstein und seiner Frau Maria von Metternich; 1877 erwarb Pfarrer Johannes Zaun das Areal, um das St.-Valentinushaus in Nachfolge des mittelalterlichen St.-Valentinus-Hospitals zu gründen.
- Der Schlangenpfad am Schützenhaus in Richtung Hausen gibt Informationen zur größten heimischen und ungiftigen Schlange – der Äskulapnatter – die als Reliktvorkommen in der Region anzutreffen ist. Mit etwas Glück kann man das friedliche Reptil im direkten Umfeld der Trockenmauern beobachten.[15]

### Regelmäßige Veranstaltungen
- Champagnerfest (Erster Sonntag im Juni, Veranstalter: Freundschaftsbund Kiedrich-Hautvillers)
- Rieslingfest (Letztes Wochenende im Mai/Juni, Veranstalter: Ausschuss Kiedricher Rieslingfest)
- Hahnwaldlauf (Anfang Juli, Veranstalter: Turnerschaft Kiedrich)
- Adventsbasar (Erster Advent, Veranstalter: SPD-Ortsverein)
- Schnorrerrallye (Altweiberfastnacht, Veranstalter: Kiedricher Carneval Verein Sprudelfunken)
- Rosenmontagszug, neben Assmannshausen einer von zweien im Rheingau (Veranstalter: Kiedricher Carneval Verein Sprudelfunken)
- Wildschweinfest (Ende März, Veranstalter: SPD-Ortsverein und Jagdpächter)[16][17]
- Mundartmatinée (Erster Sonntag im August, Veranstalter: Gemeinde Kiedrich)
- Backesfest (August, Veranstalter: Gesangsverein)

## Wirtschaft und Infrastruktur

### Weinbau
Kiedrich bietet die Voraussetzungen zum Anbau hochwertiger Weine. Die Weinlagen Gräfenberg, Wasseros, Klosterberg, Sandgrub und Turmberg sowie die Großlage Heiligenstock gelten als Spitzenlagen des Rheingaus. Die Weinbautradition der Kiedricher Winzer geht bis auf das Jahr 1480 zurück, wo schon damals, im heutigen Winzerhaus, unter dem Namen „Adelsgut Langenhof“ Weinbau betrieben wurde.
Wer im historischen Rathaus in Kiedrich heiratet, erhält zur Heiratsurkunde auch eine Besitzurkunde über einen Weinstock in dem 1976 angelegten und inzwischen erweiterten Weinberg der Ehe in der Einzellage Kiedricher Wasseros, neben der Burgruine Scharfenstein gelegen. Rund 2.000 Paare haben mittlerweile davon Gebrauch gemacht. Alle zwei Jahre werden die Ehepaare zum Kiedricher Rieslingfest nach Kiedrich eingeladen. Man trinkt dann Wein vom Weinberg der Ehe. Der Wein mit einem eigenen Flaschenetikett wird von der Gemeinde verwaltet.
Die örtliche Winzergenossenschaft besteht seit 1893 und ist somit die älteste Genossenschaft im Rheingau.

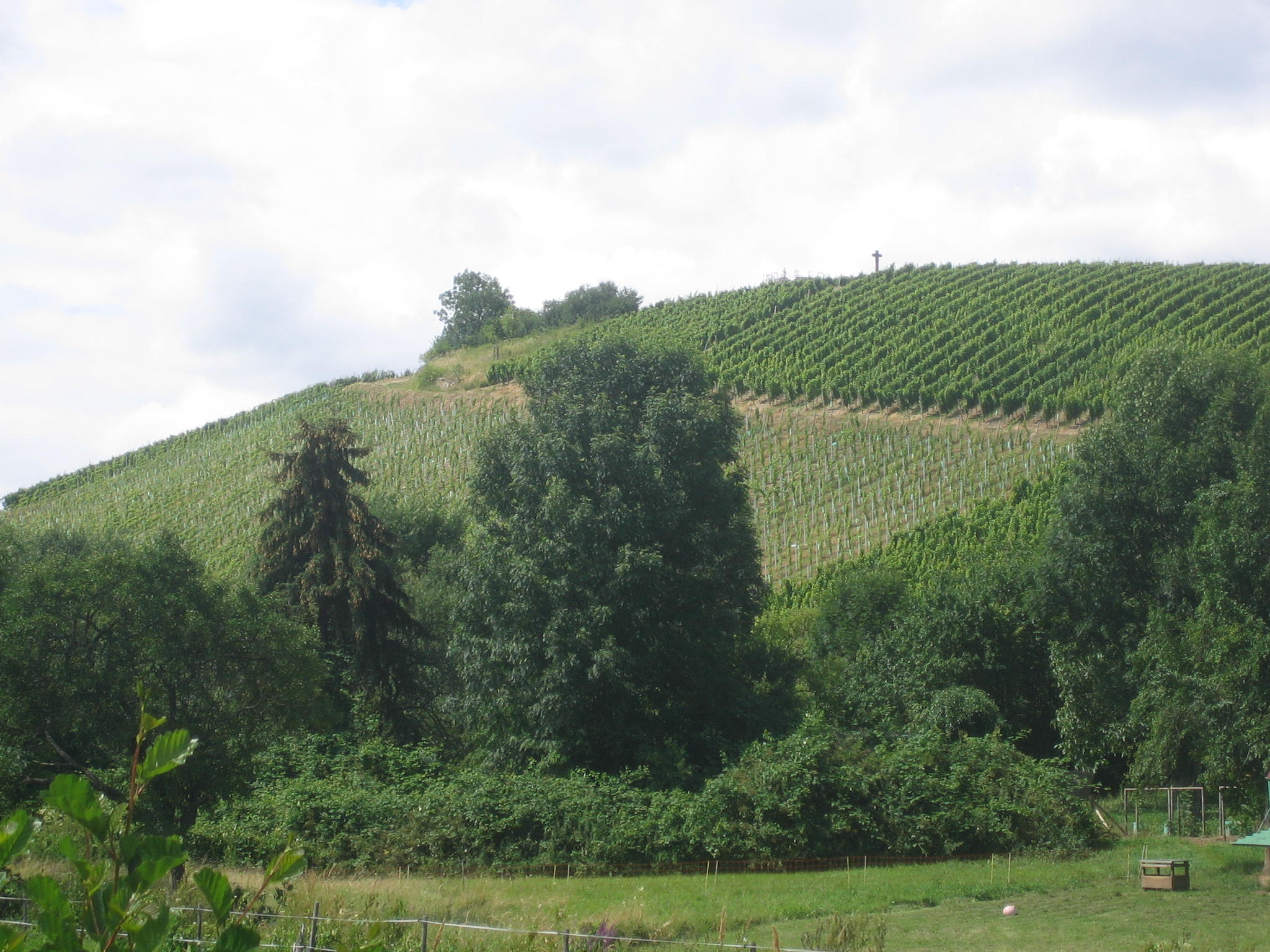
Die Einzellage Gräfenberg
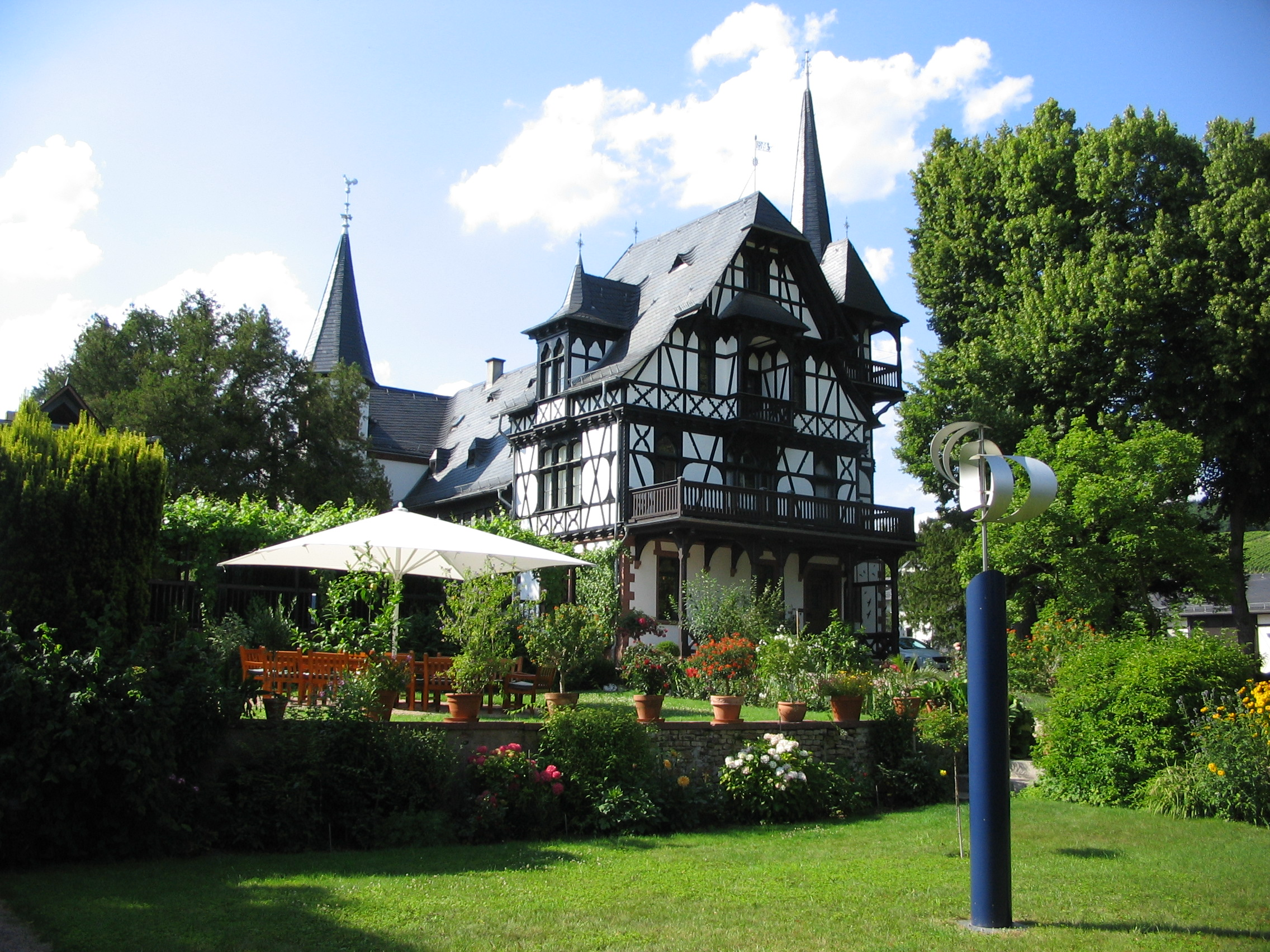
Frühere Suttonvilla und Stammhaus des Weinguts Robert Weil
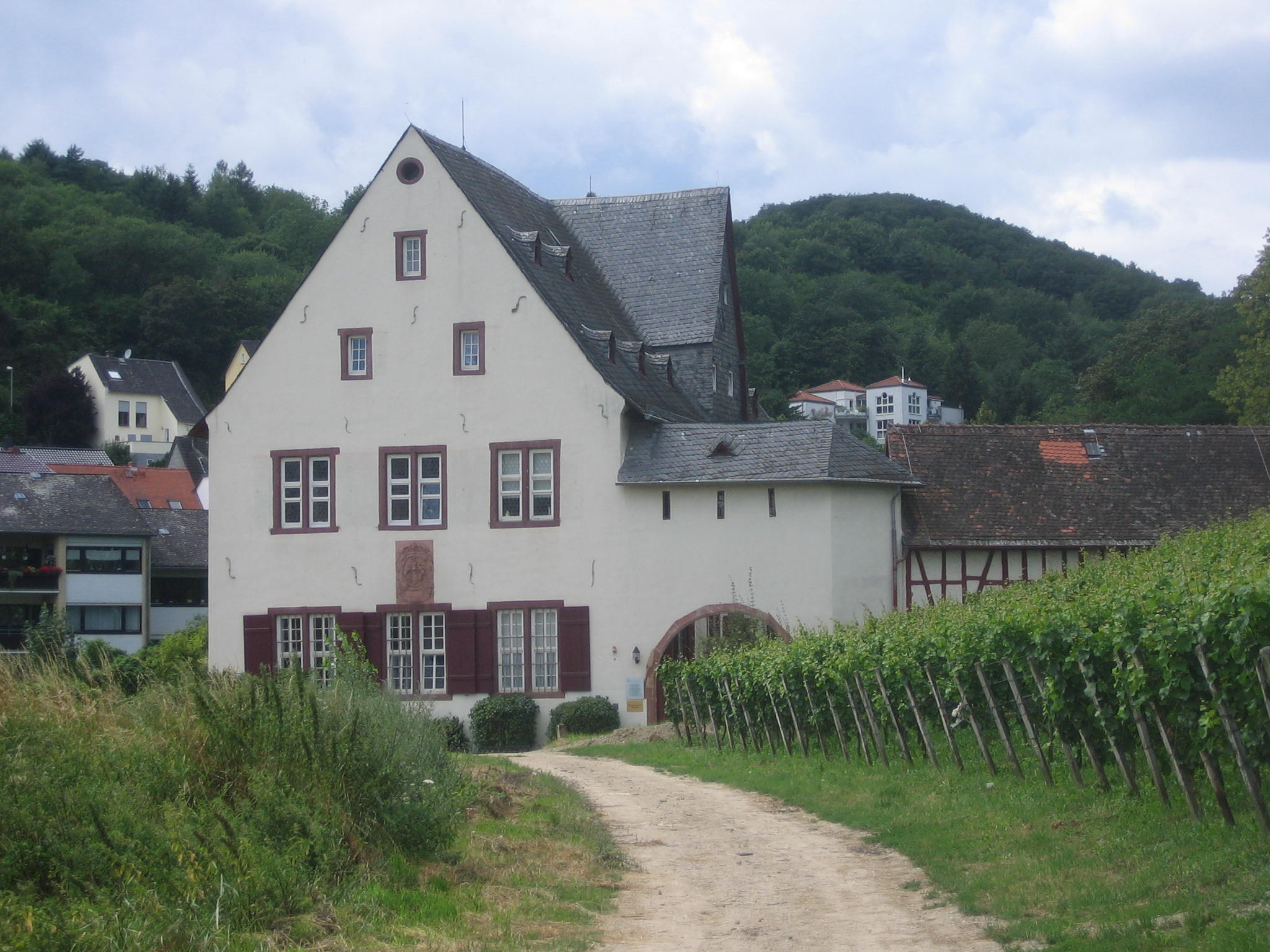
Bassenheimer Hof, 1660
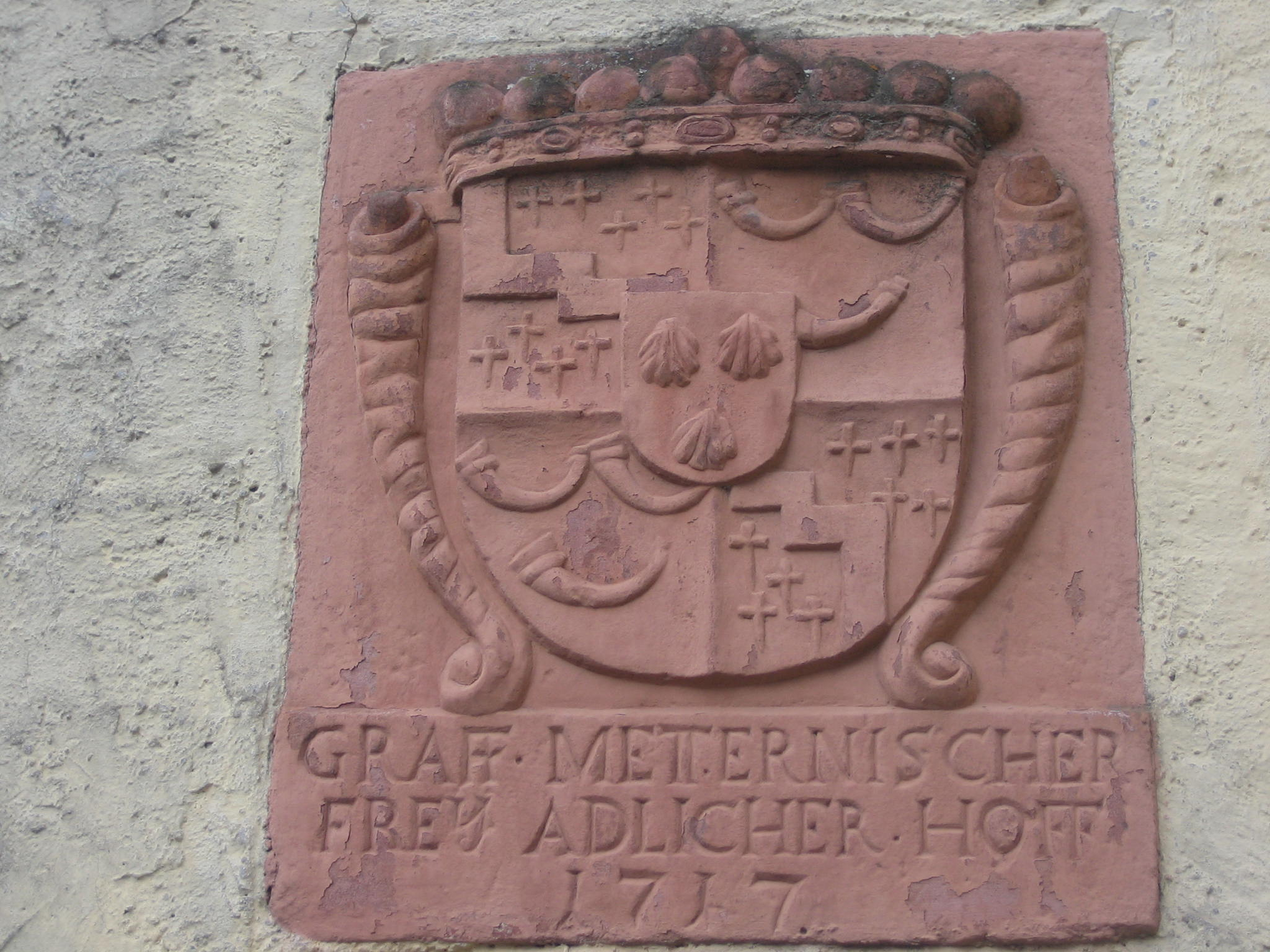
Metternich’scher Hof, 1717

### Öffentliche Einrichtungen
St.-Valentinushaus, 1884 gegründetes psychiatrisches Krankenhaus. Die Einrichtung war an der Durchführung der Krankenmorde in der Zeit des Nationalsozialismus beteiligt. Zwischen 300 und 350 Patienten waren hier untergebracht. In den Jahren 1934 bis 1945 wurden in dieser Anstalt für 39 Kranke Anträge auf Zwangssterilisationen gestellt. Im Juni und Dezember 1937 wurden Patienten nach Hadamar, Herborn und Kalmenhof verlegt. Während des Zweiten Weltkriegs war im St.-Valentinus-Haus ein Lazarett untergebracht. Heute ist das St.-Valentinushaus eine kirchliche Einrichtung der Altenhilfe und Gerontopsychiatrisches Zentrum.

### Radwanderwege
Durch den Ort verläuft die Variante R3a des Hessischen Radfernweg R3 (Rhein-Main-Kinzig-Radweg). Der R3 führt unter dem Motto Auf den Spuren des Spätlesereiters. entlang von Rhein, Main und Kinzig über Fulda nach Tann in der Rhön. Auf dem ersten Teilstück bis Eltville am Rhein führt die Variante R3a über die Rheingauer Riesling Route.

### Bildung
- Chorschule neben der Kirche, von Baronet John-Sutton 1865 gestiftete Schule zur Stimmbildung und -förderung des Choralgesanges.
- John-Sutton-Schule, Grundschule des Rheingau-Taunus-Kreises: Jenaplanschule, Feste Öffnungszeiten, Ganztagsbetreuung inklusive Mittagstisch bis 16 Uhr durch Zusammenarbeit mit der Elterninitiative Betreuende Grundschule.
- Integrative kommunale Kindertagesstätte „Hickelhäusje“ und katholische Kindertagesstätte „St. Valentin“: Ganztagsangebot, Waldgruppenangebot.
- Weiterführende Schulen in Eltville am Rhein, Geisenheim und Wiesbaden.

## Persönlichkeiten

### In Kiedrich geboren
- Johannes Wendel Kirchner (1628–1709), Orgelbauer
- Daniel von Ritter zu Grünstein (1646–1710), Vizedominus in Erfurt, Mainzischer Hofgerichtsrat und Präsident des Reichskammergerichts
- Michael Schnock (1652–1727), ab 1702 Abt des Klosters Eberbach
- Johann Anton Wallreuther (1673–1734); Weihbischof des Bistums Worms sowie Titularbischof von Sarepta.
- Valentin Meilhaus (1744–nach 1807), Mitglied der Reichsstände des Königreichs Westphalen
- Lothar von Ritter zu Groenesteyn (1868–1945), bayerischer Diplomat und Mitbegründer der Deutschen Akademie in München
- Karl Theophil Fries (1875–1962), Chemiker und Hochschullehrer
- Anton Krams (1899–1982), Bildhauer
- Josef Staab (1919–2009), Diplom-Landwirt und Domänenrat, Ehrenbürger von Kiedrich
- Wilma Seyer, verheiratete Scholl (* 1939), 11. Deutsche Weinkönigin (1959/1960), erste deutsche Weinkönigin aus dem Rheingau.
- Elisabeth Scholl (* 1966), Sopranistin, ehemaliger Kiedricher „Chorbub“.

### Mit Kiedrich verbunden
- John Sutton (1820–1873), Mäzen und Stifter der Choralschule (1865).
- Anton Raky (1868–1943), Ölbohrpionier, wuchs in Kiedrich auf und entwickelte während seiner Lehrzeit einen speziellen Bohrmeißel.
- Gerson Stern (1874–1956), Schriftsteller, lebte 1920 bis 1937 in Kiedrich und schrieb hier seinen Roman Weg ohne Ende (1934).
- Hedwig Witte (1906–1991), Rheingauer Mundart-Dichterin, wohnte in der Klostermühle.
- Susanne Johna (* 1965), Medizinerin und Ärztefunktionärin, 1. Vorsitzende des Marburger Bunds, Kiedricher Bürgerin.
- Andreas Scholl (* 1967), Countertenor, ehemaliger Kiedricher Chorbub, Kiedricher Bürger.
- Jacqueline Sarah „Jacky“ Wruck (* 1998), Siegerin der 15. Staffel von Germany’s Next Topmodel.[21]